# Heinz R. Böhme
Heinz Rudolf Adolf Böhme (* 18. März 1932 in Leipzig) ist ein deutsch-österreichischer Mediziner und Sammler der von den Nationalsozialisten verfemten Maler und Malerinnen. Er hat im Jahr 2016 das in Salzburg ansässige Museum Kunst der Verlorenen Generation gegründet, dessen Träger seit dem Jahr 2020 die Prof. Dr. Heinz R. Böhme gemeinnützige Stiftung ist.

## Leben
Heinz Böhme verbrachte als älterer von zwei Söhnen des Rudolf Böhme und dessen Frau Margarete, geb. Deutsch, seine Jugendjahre in Leipzig. Der Vater, konfessionslos, arbeitete als Friseur in Leipzig. Die Mutter stammte aus einer jüdischen Familie in Wien.

### Kindheit unter dem Nationalsozialismus
Der Vater, der sich nach der Machtübernahme durch die Nationalsozialisten im Jahr 1933 trotz Drucks der Behörden weigerte, sich von seiner jüdischen Frau scheiden zu lassen, konnte die Familie lange Zeit vor direkter Verfolgung und Deportation bewahren. Erfahrungen von Ausgrenzung und Erniedrigung blieben ihm, seiner Frau und den beiden Söhnen jedoch nicht erspart.
Dank eines Hinweises aus dem Bekanntenkreis des Vaters erfuhr die Familie im Jahr 1943 rechtzeitig von der geplanten Deportation von Mutter und Söhnen und konnte sich durch Flucht in die Anonymität der Großstadt Wien zunächst der Deportation entziehen. Während der Bruder Gerhard in der Folge in einem Versteck in dem sächsischen Dorf Mahlis bei Oschatz Verfolgung und Krieg überlebte, versteckten sich die Mutter und der Sohn Heinz zunächst bei den Urgroßeltern im niederösterreichischen Patzmannsdorf.
Als die Urgroßeltern zur Deportation abgeholt wurden, wurden auch Heinz Böhme und seine Mutter entdeckt und mit den Urgroßeltern abtransportiert. Beide konnten jedoch während des Transports fliehen und lebten bis ans Kriegsende in einem Versteck in der Gartensiedlung Schwarze Lackenau bei Wien. Die Großeltern und Urgroßeltern wie auch weitere Verwandte mütterlicherseits wurden vom nationalsozialistischen Regime deportiert und ermordet.

### Ausbildung und Berufsbeginn in der DDR
Nach Kriegsende fand die Familie wieder in Leipzig zusammen. Nach Abschluss der Schulausbildung studierte Heinz Böhme an der Universität Leipzig von 1950 bis 1956 Medizin, machte von 1956 bis 1961 am dortigen Institut für Physiologie den Facharzt für Physiologie und arbeitete von 1961 bis 1972 an der Medizinischen Klinik der Universität Leipzig, wo er 1966 den Facharzt für Innere Medizin erwarb und 1967 habilitiert wurde. Im Jahr 1968 wurde er vom Präsidenten der Gesellschaft für Klinische Medizin der DDR zum Sekretär dieser Vereinigung berufen. Diese Stellung erlaubte ihm, obgleich er nicht Mitglied einer politischen Partei war, Reisen in das sogenannte kapitalistische Ausland.

### Flucht in die BRD und beruflicher Neuanfang
Im Jahr 1972 gelang Böhme nach sorgfältiger Vorbereitung die zeitgleiche Flucht mit Bruder und Eltern aus der DDR.
Im selben Jahr erfolgte die Umhabilitation an der Ludwig-Maximilians-Universität München, gefolgt von der Berufung auf eine außerplanmäßige Professur im Jahr 1974. Im Folgejahr 1975 wurde Böhme zum Chefarzt der Klinik für Angiologie der Landesversicherungsanstalt Oberbayern in Gauting bei München berufen, eine Stelle, die er 1992 aus gesundheitlichen Gründen aufgab. Mit dem Ende seiner Laufbahn als Mediziner siedelte er von München nach Salzburg über und erwarb – von österreichischer Mutter abstammend – zusätzlich die österreichische Staatsangehörigkeit.
Fortan widmete er sich ganz seiner schon in den 1980er Jahren begonnenen Tätigkeit als Sammler.

## Wirken als Sammler
Die Sammlungstätigkeit von Böhme begann, als er im Jahr 1984 den zu dieser Zeit völlig unbekannten Maler Ludwig Jonas (* 1887 in Bromberg; † 1942 in Jerusalem) für sich entdeckte, Mediziner wie er selbst, der sich zum Künstler wandelte. Die Befassung mit dem Schicksal Jonas‘, der 1933 vor den Nationalsozialisten zunächst nach Frankreich floh und 1935 nach Palästina emigrierte, führte ihn auf die Spur der Verlorenen Generation.
Berührt von den Schicksalen der Malerinnen und Maler der Verlorenen Generation und etwa zeitgleich mit der Entdeckung und Beschreibung dieser Künstlergeneration durch die zeitgenössische Kunstgeschichte in den 1980er Jahren als Verschollene Generation baute Böhme seither eine Sammlung von deren Werken auf, die im Jahr 2025 über 700 Gemälde und einige Zeichnungen und Skulpturen umfasst.

### Gründung des Museum Kunst der Verlorenen Generation
Um seine Sammlung der Öffentlichkeit zugänglich zu machen, und in der Absicht, den Malern und Malerinnen der Verlorenen Generation zu später Anerkennung und Würdigung zu verhelfen, gründete Böhme im Jahr 2016 den gemeinnützigen Verein und im Folgejahr 2017 das Museum Kunst der Verlorenen Generation in Salzburg. Im Jahr 2020 wurde der Verein in eine gemeinnützige Stiftung nach österreichischem Recht überführt, um den dauerhaften Bestand des Museum Kunst der Verlorenen Generation in der Altstadt von Salzburg zu sichern.